# Rhytidoponera subcyanea
Rhytidoponera subcyanea är en myrart som beskrevs av Carlo Emery 1897. Rhytidoponera subcyanea ingår i släktet Rhytidoponera och familjen myror. Inga underarter finns listade i Catalogue of Life.